# Rufiji (riu)
El Rufiji és un riu africà, les aigües del qual estan situades completament al territori de Tanzània
El riu es forma per la confluència dels rius Kilombero i Luwegu. Té aproximadament 600 km de longitud, amb les seves fonts al sud-oest de Tanzània, i desemboca a l'oceà Índic en un punt intermedi davant de l'Illa Mafia anomenat Canal Mafia. El seu principal tributari és el Gran riu Ruaha. És navegable en uns 100 km des de la seva desembocadura.
Cobreix una àmplia conca de 204.780 km² i el seu delta alberga un manglar de 500 km². Amb un cabal de 800 metres cúbics per segon, els seus fèrtils marges s’utilitzen per plantar arròs i blat de moro.